# Почезерская волость
Почезерская волость — историческая административно-территориальная единица (волость) в составе Пудожского уезда Олонецкой губернии Российской Империи и РСФСР. Волость состояла из 25 населённых пунктов. Волостное правление располагалось в селении Кузьминская (Нечаева, Конец).
Упразднена в 1927 году.
В настоящее время территория Почезерской волости относится в основном к Плесецкому району Архангельской области.

## География
Самым удалённым от волостного правления поселением было Кожеозеро (Летнее) (132 версты).

## История
Декретом ВЦИК от 18 сентября 1922 года Олонецкая губерния была упразднена и волость включена в состав Вологодской губернии.
В ходе реформы административно-территориального деления СССР в 1927 году волость была упразднена.

## Состав

### Сельские общества
В состав волости входили сельские общества, включающие 25 деревень:
- Филипповское общество
- Янгозерское общество

### Насёленные пункты
| Филипповское общество                                |       |         |       |                   |
| Поселение                                            | Семей | Человек | До ВП | Школа             |
| Будылгина при озере Почезере                         | 11    | 96      | 12    | В 2 верстах       |
| Потеряевская при озере Почезере                      | 5     | 41      | 11    | В 2 верстах       |
| Коковиченская (Наволок) при озере Почезере           | 8     | 61      | 11    | В 1 версте        |
| Дедова-горка (Подгорье) при озере Почезере           | 3     | 13      | 10    | В 0,5 версты      |
| Строева-горка (Горка) при озере Почезере             | 7     | 49      | 10    | В 0,5 версты      |
| Доронежская (Кириллова) при озере Почезере           | 8     | 41      | 9,5   | Есть              |
| Филипповская (Почезерский погост) при озере Почезере | 15    | 99      | 9,5   | В смежном селении |
| Першинская (Терехова) при озере Терехове             | 14    | 98      | 5     | В 5 верстах       |
| Ларионовская (Замяндачье) при озере Терехове         | 7     | 23      | 4     | В 4 верстах       |
| Пехтусовская (Побережье) при озере Терехове          | 4     | 20      | 2     | В 2 верстах       |
| Медведовская (Новинка) при озере Терехове            | 3     | 22      | 2     | В 2 верстах       |
| Борисовская (Королева) при озере Малчезере           | 18    | 100     | 0     | Есть              |
| Кузьминская (Нечаева, Конец) при озере Малчезере     | 31    | 206     | 0     | В смежном селении |
| Преснецовская (Есипова) при озере Малчезере          | 33    | 193     | 1     | В 1 версте        |
| Кипозеро при озере Кипозере                          | 5     | 24      | 8     | В 8 верстах       |
| Пескозеро при озере Пескозере                        | 2     | 8       | 8     | В 8 верстах       |
| Итого                                                | 174   | 1094    |       | 2                 |

| Янгозерское общество                            |       |         |       |              |
| Поселение                                       | Семей | Человек | До ВП | Школа        |
| Токша Кузнецова при реке Токше                  | 13    | 88      | 41    | Есть         |
| Токша Нижняя при реке Токше                     | 1     | 8       | 48    | В 7 верстах  |
| Вонангская при озере Вонангском                 | 4     | 29      | 53    | В 12 верстах |
| Великое-озеро при озере Великом                 | 6     | 53      | 61    | В 20 верстах |
| Токша Верхняя при реке Токше                    | 1     | 5       | 68    | В 27 верстах |
| Янгоры (Янгорский погост) при озере Янгозере    | 27    | 153     | 67    | Есть         |
| Нетома при реке Нетоме                          | 8     | 47      | 81    | В 14 верстах |
| Кривой Пояс (Кривоп, погост) при озере Старцеве | 55    | 368     | 87    | Есть         |
| Кожеозеро (Летнее) при озере Кожеозере          | 6     | 45      | 132   | В 45 верстах |
| Итого                                           | 121   | 796     |       | 3            |

## Население
На 1890 год численность населения волости составляла 1663 человека.
На 1905 год численность населения волости составляла 1890 человек. Из них мужчин 929, женщин 961. Крестьян среди них 1846 (905 муж / 941 жен), некрестьянского населения 1846 (24 муж / 20 жен).
Самое многочисленное — Кривой Пояс (Кривоп. погост) (368 жителей), самое малолюдное — Токша Верхняя (5 жителей).

## Инфраструктура
Личное подсобное хозяйство с зоной сельскохозяйственного использования, индивидуальная застройка усадебного типа. На 1905 год в волости насчитывалось 290 домов и 295 семей из 1890 человек. В среднем на каждый крестьянский дом (семью) приходилось по 6,4 (6,5) человек.
Основа экономики — сельское хозяйство. На 1905 год в волости насчитывалось 324 лошади, 821 корова и 533 головы прочего скота.
В волости в 1905 году было 5 школ в селениях Доронежская (Кириллова), Борисовская (Королева), Токша Кузнецова, Янгоры (Янгорский погост) и Кривой Пояс (Кривоп. погост). В среднем на 378 человек приходилась 1 школа. Дальше всего до школы было добираться из селения Кожеозеро (Летнее) (45 вёрст). В пределах пяти вёрст от ближайшей школы находилось 16 поселений общей численностью 1573 жителя (83,23 %).